# Жигулівське
Жигулівське (рос. Жигулёвское) — радянський сорт світлого пива, поширеного в колишньому СРСР (на піку поширеності його варили 735 заводів країни).
Останнім часом пиво під назвою «Жигулівське» (але з різним складом та дизайном етикеток) випускається декількома десятками пивоварних заводів України та країн колишнього СРСР.

## Історія
Словосполучення «Жигулівське пиво» задовго до появи цього сорту вживалося для збірного позначення продукції Жигулівського пивзаводу в Самарі. Однак серед сортів цього заводу, не було пива з такою назвою.

### У СРСР
За однією з легенд сорт з назвою «Жигулівське» з'явився в 1934: відвідуючи завод у Самарі Мікоян Анастас Іванович запитав, чому вироблене там «Віденське» пиво носить таку «буржуазну» назву; після цього були «Вжиті заходи». За іншою версією цю назву дали пиву Жигулівського пивзаводу, що переміг на всесоюзному пивоварному конкурсі.
Офіційно вважається, що цей сорт був розроблений в 1935 фахівцями ВНДІ пивоварної та виноробної промисловості. Разом з «Жигулівським» були розроблені та впроваджені у виробництво на пивоварних заводах Наркомхарчпрома відомі радянські сорти пива: «Московське», «Руське», «Українське» та інше.
Починаючи з 1938 «Жигулівське» присутнє в радянських стандартах. Воно регламентувалося як світле пиво низового бродіння та повинно було мати густину початкового сусла не нижче 11 % і містити не менше 2,8 % вагових (пізніше — по масі) спирту. Для його виготовлення допускалося застосування до 15 % неосолодженої сировини (обваленого ячменю, знежиреної кукурудзи, м'якої пшениці, рисової січки).
В 1987 з'явилося пиво «Спеціальне Жигулівське», яке вироблялося не за стандартом, а за окремими технічними умовами.
Після розпаду СРСР пиво під назвою «Жигулівське» випускали або й продовжують донині заводи колишніх республік.